# تلفزيون الصين المركزي CCTV-1
تلفزيون الصين المركزي CCTV-1 هي أول محطة تلفزيون وطنية لجمهورية الصين الشعبية. و تنتمي إلى تلفزيون الصين المركزي (بالماندرين:中国 中央 电视台)، و هي واحدة من الهيئات الحكومية الرئيسية البلد.

## التاريخ
كان أول بث لتلفزيون صيني في 1 مايو 1958، و بعد بضعة أشهر أصبحت أول برامج التلفزيون تسجل تحت اسم ""تلفزيون الصين""، و في سنة 1978 ""تلفزيون الصين"" تحول رسميا إلى CCTV.
إذا بعد هذا التحول كانت القناة الرسمية تبث برامج في أوقات محددة من اليوم ثم ألحقت بقناة ثانية تدعمها وبعد ذلك تم إلحاق في الثمانينات عدة قنوات تابعة لها. وبعد كل هذا بقت "CCTV-1" هي القناة الرسمية والحكومية للصين.

" " تبث الآن 24 ساعة على 24، وتتضمن عدة مسلسلات صينية وبرامج عامة وأفلام و نشرات إخبارية. و تبث على حد سواء على الكابل في المدن الرئيسية في البلاد على شبكة الاتصال اللاسلكية والأنترنت.

## البرامج
أكثر البرامج شعبية هي حاليا:
- 分30 新闻 : نصف ساعة من الأخبار.
- تقارير متنوعة تبث في الظهيرة عن بكين.
- 大 风车 :الطاحونة كبيرة.
- 今日 说法 : القانون وأنت،رسوم متحركة.
- 新闻 联播 : الأنباء الوطنية، هو برنامج إخباري عن القضاء.
- نشرة الأخبار اليومية وهي النشرة الرسمية والأعلى مشاهدة في البلاد والتي تبث في الساعة 19:00 مساء في جميع المحافظات والتي تتضمن تقارير إخبارية وطنية ودولية و إقليمية، وكذلك معلومات عن أنشطة الحزب الشيوعي وقادته و الطبقة السياسية الحاكمة.
- 天气预报 : النشرة الجوية
- عدة مسلسلات وأفلام و برامج تبث في المساء والليل لأن القناة تعمل 24 ساعة على 24.

## مقالات ذات صلة
- تلفزيون الصين المركزي.
- مقر تلفزيون الصين المركزي.

## روابط خارجية
- الموقع الرسمي لقناة CCTV-1.